# Paruroctonus coahuilanus
Espèce
Paruroctonus coahuilanus est une espèce de scorpions de la famille des Vaejovidae.

## Distribution
Cette espèce est endémique du Coahuila au Mexique. Elle se rencontre vers Cuatro Ciénegas.

## Description
Le mâle holotype mesure 41,6 mm. Les mâles mesurent de 35 à 43 mm.

## Publication originale
- Haradon, 1985 : « New groups and species belonging to the nominate subgenus Paruroctonus (Scorpiones: Vaejovidae). » The Journal of Arachnology, vol. 13, no 1, p. 19-42 (texte intégral).